# Oliva de Plasencia (kommunhuvudort)
Oliva de Plasencia är en kommunhuvudort i Spanien.   Den ligger i provinsen Provincia de Cáceres och regionen Extremadura, i den centrala delen av landet, 210 km väster om huvudstaden Madrid. Oliva de Plasencia ligger 410 meter över havet och antalet invånare är 260.
Terrängen runt Oliva de Plasencia är platt åt nordväst, men åt sydost är den kuperad. Terrängen runt Oliva de Plasencia sluttar västerut. Runt Oliva de Plasencia är det ganska tätbefolkat, med 155 invånare per kvadratkilometer. Närmaste större samhälle är Plasencia, 9,0 km söder om Oliva de Plasencia. Omgivningarna runt Oliva de Plasencia är huvudsakligen savann.